# Angarozonium aduncum
Angarozonium aduncum är en mångfotingart som först beskrevs av Mikhaljova 1995.  Angarozonium aduncum ingår i släktet Angarozonium och familjen koppardubbelfotingar. Inga underarter finns listade i Catalogue of Life.